# Projection (peinture)
Pour les articles homonymes, voir Projection.

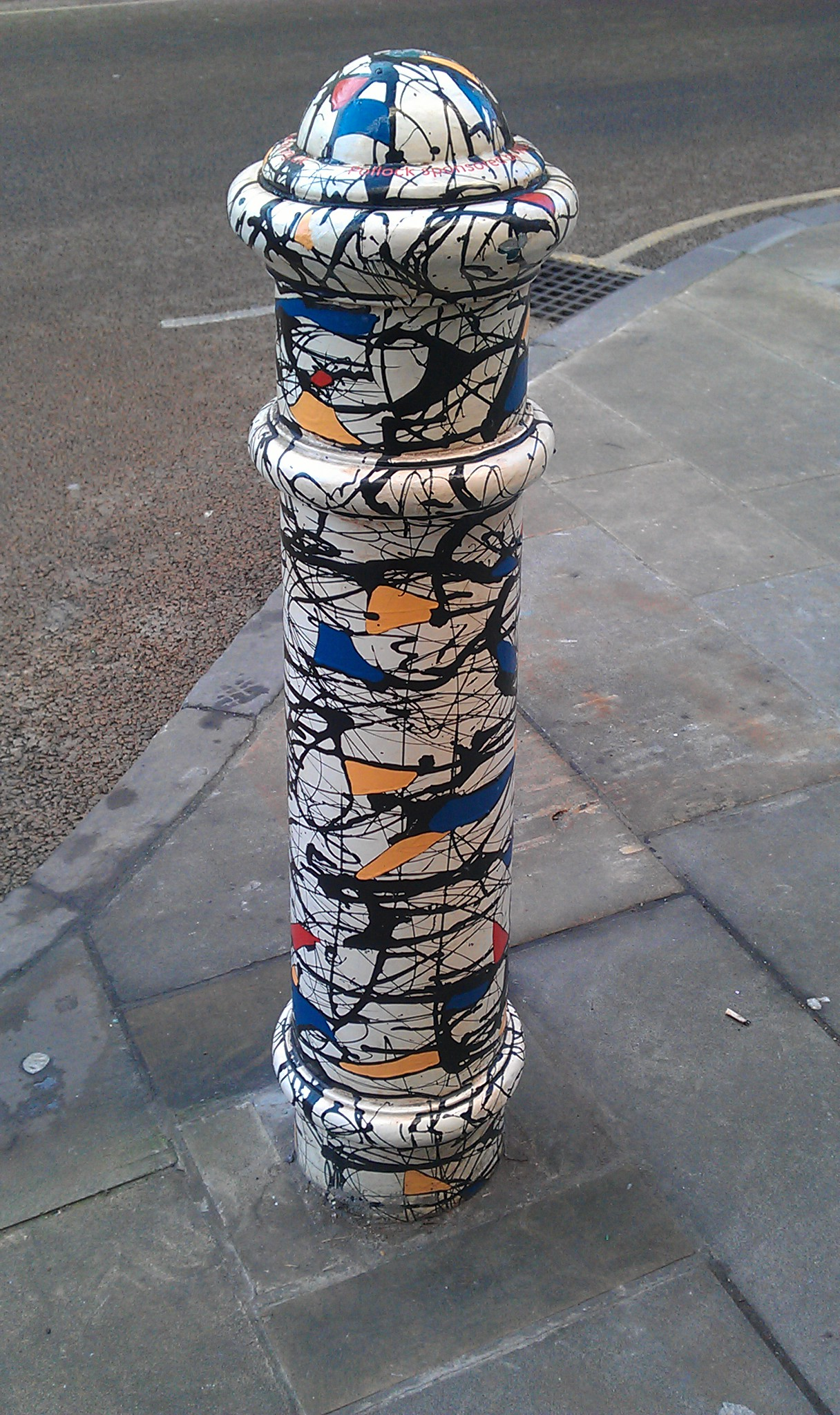
Une borne à Winchester (Angleterre), peinte dans le style de Summertime par Jackson Pollock.

La projection est une technique utilisée par certains artistes, elle consiste à projeter de la peinture à distance sur la toile ou tout autre support. Elle offre un rendu brut de la peinture en utilisant ses qualités plastiques/matérielles. Les formes brutes, spontanées et aléatoires peuvent être induises dans le domaine de l'abstraction picturale suivant leur finalité : œuvre purement abstraire ou comme agent de texture sur des œuvres figuratives.

## Différentes techniques
Jackson Pollock (1912-1956) est certainement la figure principale de ce mouvement artistique. Il utilise une forme de l'Action Painting, la technique du « dripping », technique dans laquelle la couleur est égoutée de manière aléatoire sur une toile posée à même le sol.
Plus récemment Tehos (1966 -) s'est inspiré de ce mouvement pour projeter mais de manière non aléatoire la couleur sur la toile. Sa technique diffère de Pollock en ce sens qu'un mouvement et une forme sont recherchés.